# Shūrvarar
Shūrvarar (persiska: Shūrvarz, شورورر, Shūrvarzī) är en ort i Iran.   Den ligger i provinsen Khorasan, i den nordöstra delen av landet, 600 km öster om huvudstaden Teheran. Shūrvarar ligger 1 441 meter över havet och antalet invånare är 350.
Terrängen runt Shūrvarar är kuperad åt nordväst, men åt sydost är den platt. Runt Shūrvarar är det ganska tätbefolkat, med 56 invånare per kvadratkilometer. Närmaste större samhälle är Sar Deh, 19,9 km öster om Shūrvarar. Trakten runt Shūrvarar består i huvudsak av gräsmarker.